# Bright Midnight: Live in America
Bright Midnight: Live in America è un album compilation Live dei Doors. Registrato tra luglio 1969 ad agosto 1970 e presenta varie registrazioni di concerti eseguiti negli USA e presenta un'anteprima di quello che la band pubblicherà negli anni a venire con l'etichetta Bright Midnight Archives, il cd è in edizione limitata.

## Tracce
Le canzoni sono scritte da Jim Morrison, Robby Krieger, Ray Manzarek, e John Densmore tranne dove è indicato.
1. Light My Fire − 11:26
  - Registrata il 1º maggio 1970 allo Spectrum di Filadelfia.
2. Been Down So Long − 7:28
  - Registrata l'8 maggio 1970 alla Cobo Arena di Detroit.
3. Back Door Man (Willie Dixon, Chester Burnett) − 2:24
  - Registrata il 2 maggio 1970 alla Pittsburgh Civic Arena di Pittsburgh.
4. Love Hides − 2:23
  - Registrata il 2 maggio 1970 alla Pittsburgh Civic Arena di Pittsburgh.
5. Five to One − 5:11
  - Registrata il 2 maggio 1970 alla Pittsburgh Civic Arena di Pittsburgh.
6. Touch Me − 3:33
  - Registrazione del secondo show del 21 luglio 1969 all'Aquarius Theatre di Hollywood.
7. Crystal Ship − 2:58
  - Registrata durante il secondo show del 21 luglio 1969 all'Aquarius Theatre di Hollywood.
8. Break on Through (To the Other Side) − 4:24
  - Registrata durante il primo show del 17 gennaio 1970 al Felt Forum Madison Square Garden di New York.
9. Bellowing − 1:31
  - Registrata durante il primo show del 10 aprile 1970 alla Boston Arena di Boston.
10. Roadhouse Blues − 5:22
  - Registrata durante il secondo show del 10 aprile 1970 alla Boston Arena di Boston.
11. Alabama Song (Whisky Bar) (Bertolt Brecht, Kurt Weill) − 1:55
  - Registrata durante il secondo show del 17 gennaio 1970 al Felt Forum Madison Square Garden di New York.
12. Love Me Two Times / Baby Please Don't Go (Big Joe Williams) / St. James Infirmary (Irving Mills) − 8:51
  - Registrazione del 21 agosto 1970 al Bakersfield Civic Auditorium di Bakersfield
13. The End / The Celebration of the Lizard (Excerpt) − 16:16
  - Registrazione dell'8 maggio 1970 alla Cobo Arena di Detroit.

## Formazione
- Jim Morrison – voce
- Ray Manzarek – organo, pianoforte, tastiera, basso
- John Densmore – batteria
- Robby Krieger – chitarra